# Anton Schall
Anton Schall (22. června 1907, Vídeň – 5. srpna 1947, Curych) byl rakouský fotbalista a trenér.

## Hráčská kariéra
Schall hrál jako útočník za Leopoldauer SC, Jedlersdorf a Admiru Vídeň. V Admiře se stal 5× králem střelců rakouské ligy a 7× s ní ligu vyhrál. Na konci kariéry hrál obránce. V reprezentaci odehrál 28 zápasů a dal 27 gólů. Byl na MS 1934.

## Trenérská kariéra
Po válce trénoval 1 sezónu FC Basilej, po ní ale umřel.

## Úspěchy

### Klub
Admira Vídeň
- Rakouská liga (7): 1927, 1928, 1932, 1934, 1936, 1937, 1939
- Rakouský pohár (4): 1928, 1932, 1933, 1934

### Reprezentace
Rakousko
- Mezinárodní pohár (1): 1931–1932

### Individuální
- Král střelců rakouské ligy (5): 1927, 1928, 1929, 1931, 1932

### Trenér
Basilej
- Švýcarský pohár (1): 1947